# Advanced Oxidation Process
Advanced oxidation processes (abk. AOP), im Deutschen auch erweiterte Oxidation, bezeichnet eine Reihe von Verfahren zur chemischen Aufbereitung organischer und anorganischer Stoffe in Abwässern durch Oxidation.
Diese erfolgt bei der AOP mit Hilfe von Ozon, Wasserstoffperoxid oder einer Kombination dieser Verfahren mit UV-Bestrahlung (UV-Oxidation) oder Fenton’s reagent. Die Oxidation wird dabei direkt durch diese Stoffe, Reaktionsprodukte dieser Stoffe miteinander und insbesondere auch über dabei entstehende Radikale, wie z. B. OH-Radikale (Hydroxyl-Radikale) bewirkt.
Das AOP-Verfahren wird insbesondere für die Reinigung von biologisch schwer oder nicht abbaubaren Stoffen (z. B. Pestiziden, Bioziden oder Arzneimitteln) in Abwässern eingesetzt und stellt eine mögliche Technik als Vierte Reinigungsstufe dar. Die belastenden Stoffe werden dabei größtenteils in stabile anorganische Verbindungen wie H2O, CO2 und Salze umgewandelt. Ziel der Abwasserreinigung mittels AOP-Verfahren ist das Reduzieren des chemischen Sauerstoffbedarfs sowie die Entfärbung und die Veränderung weiterer Parameter, um Grenzwerte zu erreichen, die eine Direkteinleitung von gereinigten Abwässern in Vorfluter ermöglichen. Vielfach werden Advanced-Oxidation-Prozesse auch zur Vorbehandlung stark belasteter Abwasserströme genutzt, damit diese danach in einer bestehenden (oft biologischen) Abwasserbehandlungsanlage aufgearbeitet werden können. Diese Kombinationen sind besonders bei bio-toxischen oder sehr refraktären Abwässern wirtschaftlich. Gut funktionierende AOPs stellen wegen ihrer stark oxidierenden Wirkung auch hohe Anforderungen an die Materialwahl.
Ein weiteres Einsatzgebiet ist die Restentfärbung bei der sogenannten Kreislaufführung von farbstoffhaltigen Produktionsabwässern.